# Muara Tebo Pandak
Muara Tebo Pandak is een bestuurslaag in het regentschap Bungo van de provincie Jambi, Indonesië. Muara Tebo Pandak telt 275 inwoners (volkstelling 2010).